# Arthrostemma alatum
Arthrostemma alatum är en tvåhjärtbladig växtart som beskrevs av José Jéronimo Triana. Arthrostemma alatum ingår i släktet Arthrostemma och familjen Melastomataceae.
Artens utbredningsområde är Venezuela. Inga underarter finns listade i Catalogue of Life.